# Élections législatives de 1956 dans le Haut-Rhin
Les élections législatives de 1956 dans le Haut-Rhin sont des élections françaises qui ont eu lieu le 2 janvier 1956 dans le département du Haut-Rhin dans le cadre des élections législatives françaises de 1956, sous la IVe République.
Ce sont les dernières élections législatives de la Quatrième république, après les élections de novembre 1946 et de juin 1951.

## Mode de scrutin
L'Assemblée nationale est composée de 626 sièges pourvus au scrutin proportionnel plurinominal suivant la règle de la plus forte moyenne dans le cadre départemental, sans panachage.
Le vote préférentiel est admis, en inscrivant un numéro d'ordre en face du nom d'un, de plusieurs ou de tous les candidats de la liste. Mais l'ordre ne pourra être modifié que si au moins la moitié des suffrages portés sur la liste est numéroté. Dans les faits les modifications ne dépasseront jamais les 7%.
La loi électorale du 7 mai 1951, dite loi des apparentements, reste en vigueur. Elle permet à la base une répartition des sièges à la représentation proportionnelle dans le département, mais si des listes « apparentées » avant le déroulement du scrutin obtiennent ensemble une majorité absolue de suffrages exprimés, elles reçoivent directement tous les sièges à pourvoir.
Dans le département du Haut-Rhin, six députés sont à élire.

## Élus
| Député sortant            | Parti | Parti    | Député élu ou réélu | Parti | Parti    |
| ------------------------- | ----- | -------- | ------------------- | ----- | -------- |
| Jean Wagner               |       | SFIO     | Joseph Rey          |       | MRP      |
| Jacques Fonlupt-Espéraber |       | MRP      | Henri Ulrich        |       | MRP      |
| Joseph Wasmer             |       | MRP      | Joseph Wasmer       |       | MRP      |
| René Kuehn                |       | ARS      | Fernand Ortlieb     |       | MRP      |
| Georges Bourgeois         |       | Rép. soc | Georges Bourgeois   |       | Rép. soc |
| Eugène Ritzenthaler       |       | Rép. soc | Jean Balestreri     |       | MRP      |

## Résultats

### Résultats à l'échelle du département
- Un apparentement est conclu en soutien à la majorité sortante, entre les listes MRP et CNIP-ARS-Rép. soc.

| Parti    | Parti             | Tête de liste     | Résultats | Résultats | Appar.  | Appar. | Sièges |
| Parti    | Parti             | Tête de liste     | Voix      | %         | Voix    | %      | Nb.    |
| -------- | ----------------- | ----------------- | --------- | --------- | ------- | ------ | ------ |
|          | MRP               | Joseph Rey        | 141 707   | 54,33     | 106 106 | 40,68  | 5 3    |
|          | CNIP-ARS-Rép. soc | Georges Bourgeois | 141 707   | 54,33     | 35 601  | 13,65  | 1 2    |
|          | SFIO              | Jean Wagner       | 51 850    | 19,88     | -       | -      | - 1    |
|          | PCF               | Joseph Siegler    | 31 193    | 11,96     | -       | -      | -      |
|          | Rad-soc           | Alfred Wahl       | 23 036    | 8,83      | -       | -      | -      |
|          | Ind.              | René Spenlenhauer | 7 584     | 2,91      | -       | -      | -      |
|          | TdC               | Paul Idoux        | 3 048     | 1,17      | -       | -      | -      |
|          |                   |                   |           |           |         |        |        |
| Inscrits | Inscrits          | Inscrits          | 321 232   | 100,00    |         |        | 6      |
| Votants  | Votants           | Votants           | 274 398   | 85,42     |         |        |        |
| Exprimés | Exprimés          | Exprimés          | 260 823   | 95,05     |         |        |        |

L'apparentement de droite dépasse la majorité absolue des suffrages, il remporte donc tous les sièges en jeu. Ces derniers sont répartis entre les apparentés à la proportionnelle.